# Estados Unidos en los Juegos Paralímpicos de Pyeongchang 2018
Estados Unidos estuvo representado en los Juegos Paralímpicos de Pyeongchang 2018 por un total de 69 deportistas, 50 hombres y 19 mujeres.

## Medallistas
El equipo paralímpico estadounidense obtuvo las siguientes medallas:
| Nombre | Deporte            | Evento                              |
| --- | ------------------ | ----------------------------------- |
| Oro |                    |                                     |
| Kendall Gretsch | Biatlón            | 6 km sentado femenino               |
| Daniel Cnossen | Biatlón            | 7,5 km sentado masculino            |
| Andrew Kurka | Esquí alpino       | Descenso sentado masculino          |
| Oksana Masters | Esquí de fondo     | 1,1 km velocidad sentado femenino   |
| Oksana Masters | Esquí de fondo     | 5 km sentado femenino               |
| Kendall Gretsch | Esquí de fondo     | 12 km sentado femenino              |
| Andy Soule | Esquí de fondo     | 1,1 km velocidad sentado masculino  |
| Steven Cash Ralph DeQuebec Travis Dodson Declan Farmer Noah Grove Billy Hanning Nikko Landeros Jen Lee Luke McDermott Kevin McKee Rico Roman Josh Misiewicz Adam Page Josh Pauls Brody Roybal Jack Wallace | Hockey sobre hielo | Torneo mixto                        |
| Brenna Huckaby | Snowboard          | Campo a través SB-LL1 femenino      |
| Brenna Huckaby | Snowboard          | Eslalon SB-LL1 femenino             |
| Mike Schultz | Snowboard          | Campo a través SB-LL1 masculino     |
| Mike Minor | Snowboard          | Eslalon SB-UL masculino             |
| Noah Elliott | Snowboard          | Eslalon SB-LL1 masculino            |
| Plata |                    |                                     |
| Oksana Masters | Biatlón            | 6 km sentado femenino               |
| Oksana Masters | Biatlón            | 12,5 km sentado femenino            |
| Daniel Cnossen | Biatlón            | 12,5 km sentado masculino           |
| Daniel Cnossen | Biatlón            | 15 km sentado masculino             |
| Tyler Walker | Esquí alpino       | Eslalon sentado masculino           |
| Tyler Walker | Esquí alpino       | Eslalon gigante sentado masculino   |
| Andrew Kurka | Esquí alpino       | Supergigante sentado masculino      |
| Daniel Cnossen | Esquí de fondo     | 7,5 km sentado masculino            |
| Daniel Cnossen | Esquí de fondo     | 15 km sentado masculino             |
| Jake Adicoff | Esquí de fondo     | 10 km discapacidad visual masculino |
| Amy Purdy | Snowboard          | Campo a través SB-LL1 femenino      |
| Brittani Coury | Snowboard          | Eslalon SB-LL2 femenino             |
| Keith Gabel | Snowboard          | Campo a través SB-LL2 masculino     |
| Mike Schultz | Snowboard          | Eslalon SB-LL1 masculino            |
| Evan Strong | Snowboard          | Eslalon SB-LL2 masculino            |
| Bronce |                    |                                     |
| Andy Soule | Biatlón            | 12,5 km sentado masculino           |
| Laurie Stephens | Esquí alpino       | Descenso sentado femenino           |
| Jamie Stanton | Esquí alpino       | Eslalon de pie masculino            |
| Oksana Masters | Esquí de fondo     | 12 km sentado femenino              |
| Daniel Cnossen | Esquí de fondo     | 1,1 km velocidad sentado masculino  |
| Amy Purdy | Snowboard          | Eslalon SB-LL1 femenino             |
| Mike Minor | Snowboard          | Campo a través SB-UL masculino      |
| Noah Elliott | Snowboard          | Campo a través SB-LL1 masculino     |

## Equipo
Nueva Zelanda, Suecia y Estados Unidos fueron los primeros países en anunciar sus participantes, obteniendo sus deportistas la clasificación en noviembre de 2017.
| Nombre                  | Deporte            | Sexo   | Clasificación              | Eventos        | Referencia        |
| ----------------------- | ------------------ | ------ | -------------------------- | -------------- | ----------------- |
| Jake Adicoff            | Para esquí nórdico | hombre |                            |                | [ 4 ]             |
| Kirk Black              | Curling            | hombre |                            |                | [ 4 ]             |
| Tyler Carron            | Hockey             | hombre | hockey discapacidad mínima |                | [ 4 ] [ 5 ]       |
| Steve Cash              | Hockey             | hombre | hockey discapacidad mínima | equipos mixtos | [ 4 ] [ 6 ] [ 5 ] |
| Dan Cnossen             | Para esquí nórdico | hombre |                            |                | [ 4 ]             |
| Ralph Dequebec          | Hockey             | hombre | hockey discapacidad mínima | mixed team     | [ 4 ] [ 5 ]       |
| Travis Dodson           | Hockey             | hombre | hockey discapacidad mínima | equipos mixtos | [ 4 ] [ 5 ]       |
| Stephen Emt             | curling            | hombre | curling                    | equipos mixtos | [ 4 ]             |
| Declan Farmer           | Hockey             | hombre | hockey discapacidad mínima | equipos mixtos | [ 4 ] [ 5 ]       |
| Penny Greely            | curling            | mujer  |                            | equipos mixtos | [ 4 ]             |
| Kendall Gretsch         | Para esquí nórdico | mujer  |                            |                | [ 4 ]             |
| Noah Grove              | Hockey             | hombre | hockey discapacidad mínima | equipos mixtos | [ 4 ] [ 5 ]       |
| Sean Halsted            | Para esquí nórdico | hombre |                            |                | [ 4 ]             |
| Billy Hanning           | Hockey             | hombre | hockey discapacidad mínima | equipos mixtos | [ 4 ] [ 5 ]       |
| Brenna Huckaby          | para-snowboarding  | mujer  |                            |                | [ 4 ]             |
| Sawyer Kesselheim       | Para esquí nórdico | hombre |                            |                | [ 4 ]             |
| Andrew Kurka            | Para esquí alpino  | hombre |                            |                | [ 4 ]             |
| Nikko Landeros          | Hockey             | hombre | hockey discapacidad mínima | equipos mixtos | [ 4 ] [ 5 ]       |
| Jen Lee                 | Hockey             | hombre | hockey discapacidad mínima | equipos mixtos | [ 4 ] [ 5 ]       |
| Meghan Lino             | curling            | hombre |                            | equipos mixtos | [ 4 ]             |
| Justin Marshall         | curling            | hombre |                            | equipos mixtos | [ 4 ]             |
| Luke McDermott          | Hockey             | hombre | hockey discapacidad mínima | equipos mixtos | [ 4 ] [ 5 ]       |
| Kevin McKee             | Hockey             | hombre | hockey discapacidad mínima | equipos mixtos | [ 4 ] [ 5 ]       |
| Oksana Masters          | Para esquí nórdico | mujer  |                            |                | [ 4 ] [ 6 ]       |
| Grace Miller            | Para esquí nórdico | mujer  |                            |                | [ 4 ]             |
| Josh Misiewicz          | Hockey             | hombre | hockey discapacidad mínima | equipos mixtos | [ 4 ] [ 5 ]       |
| Adam Page               | Hockey             | hombre | hockey discapacidad mínima | equipos mixtos | [ 4 ] [ 5 ]       |
| Josh Pauls              | Hockey             | hombre | hockey discapacidad mínima | equipos mixtos | [ 4 ] [ 5 ]       |
| Aaron Pike              | Para esquí nórdico | hombre |                            |                | [ 4 ] [ 6 ]       |
| Bryan Price             | Para esquí nórdico | hombre |                            |                | [ 4 ]             |
| Amy Purdy               | para-snowboarding  | mujer  |                            |                | [ 4 ]             |
| Ruslan Reiter           | Para esquí nórdico | hombre |                            |                | [ 4 ]             |
| Rico Roman              | Hockey             | hombre | hockey discapacidad mínima | equipos mixtos | [ 4 ] [ 6 ] [ 5 ] |
| Joy Rondeau             | Para esquí nórdico | mujer  |                            |                | [ 4 ]             |
| Brody Roybal            | Hockey             | hombre | hockey discapacidad mínima | equipos mixtos | [ 4 ] [ 5 ]       |
| Andy Soule              | Para esquí nórdico | hombre |                            |                | [ 4 ]             |
| Evan Strong             | para-snowboarding  | hombre |                            |                | [ 4 ]             |
| Kristina Trygstad-Saari | Para esquí nórdico | mujer  |                            |                | [ 4 ]             |
| Danelle Umstead         | Para esquí nórdico | mujer  |                            |                | [ 4 ] [ 7 ]       |
| Rob Umstead             | Para esquí alpino  | hombre | Guía                       |                | [ 7 ]             |
| Jeremy Wagner           | Para esquí nórdico | hombre |                            |                | [ 4 ]             |
| Jack Wallace            | Hockey             | hombre | hockey discapacidad mínima | equipos mixtos | [ 4 ] [ 5 ]       |
| Thomas Walsh            | Para esquí alpino  | hombre |                            |                | [ 4 ]             |
| Mia Zutter              | Para esquí nórdico | mujer  |                            |                | [ 4 ]             |